# Pojarkovella
Pojarkovella es un género de foraminífero bentónico de la subfamilia Endostaffellinae, de la familia Endothyridae, de la superfamilia Endothyroidea, del suborden Fusulinina y del orden Fusulinida. Su especie tipo es Pojarkovella honesta. Su rango cronoestratigráfico abarca el Viseense (Carbonífero inferior).

## Discusión
Clasificaciones más recientes incluyen Pojarkovella en el suborden Endothyrina, del orden Endothyrida, de la subclase Fusulinana de la clase Fusulinata.

## Clasificación
Pojarkovella incluye a las siguientes especies:
- Pojarkovella guadiatensis †
- Pojarkovella honesta †
- Pojarkovella pennarroyensis †
- Pojarkovella pseudochomatica †
  - Pojarkovella pseudochomatica preddobrudjica †
- Pojarkovella sarata †
- Pojarkovella wushiensis †